# 도자마 다이묘
도자마 다이묘(일본어: 外様大名)는 일본 봉건 시대 다이묘(大名)의 출신성분에 따라 나눠진 분류 가운데 하나로, 후다이 다이묘와 대비되어 세키가하라 전투 이후에 도쿠가와 막부를 섬기게 된 다이묘를 가리키는 용어이다.

## 개요
'도자마(外様)'란 말은 본래 주군의 가문과 주종관계를 가지지만, 정사는 논하지 않고 군사 동원에만 응하며, 주군의 집안에서 혼란이 일어났을 때 주군의 세력에서 이탈하여도 도의적 책임이 없는 가신을 가리킨다.
용어로써의 '도자마'는 무로마치 시대부터 존재했는데, 막부와의 연계가 깊지 않은 다이묘들을 가리켜 '도자마슈(外様衆)'라고 불렀다. 에도 시대에 와서는 세키가하라 전투 이전부터 도쿠가와 막부를 섬겼던 다이묘, 이른바 '후다이(譜代) 다이묘'와 달리 전투 이후에 막부를 섬기게 된 다이묘들을 '도자마 다이묘'라고 부르게 되었다.
도자마 다이묘들 중에는 넓은 영지를 차지한 다이묘들도 많았지만, 기본적으로 에도를 중심으로 하는 간토나 교토·오사카·도카이도 등의 전략적인 요지에는 영지를 가지지 못했고, 에도 시대 초기에는 에도 막부의 경계를 사서 사소한 일에도 검문당하고 개역되는 다이묘도 많았다. 일반적으로 로슈(老中) 등의 막부 각료로서의 요직에는 앉히지 않는다고 여겨졌지만, 쓰시마 후추 번의 소 씨(宗氏)는 전통적으로 조선과의 외교를 전담해왔고, 에도 후기가 되면 마쓰마에번의 마쓰마에 씨(松前氏)와 같이 요직에 종사하는 도자마 다이묘도 나타났다. 또, 도도 씨(藤堂氏)는 도쿠가와 씨의 선봉으로 여겨져 후다이의 필두였던 이이 씨(井伊氏)와 동격이었고, 이케다 씨(池田氏)의 데루마사(輝政) 집안은 친번(親藩) 즉 쇼군 집안의 친척과 동격으로 여겨져 오사카 전투에서 총대장을 맡을 예정이었다고 한다. 같은 도자마 다이묘라도 비교적 이른 시기부터 도쿠가와 씨와 우호 관계가 있던 이케다·구로다·호소카와씨나 세키가하라 전투 후에 따르게 된 모리·시마즈·우에스기 씨와는 그 취급이 달랐다는 설도 있다.
덧붙여 혈연 관계나 공적 등으로 후다이에 준하는 취급을 받은 도자마 다이묘에 대해서는 편의적으로 준(準)후다이 다이묘라고 부르기도 한다. 이들에게 도쿠가와 집안의 성인 마쓰다이라(松平)가 수여되기도 했다. 또 도자마 다이묘의 분가나 별가로 1만 석 이하의 하타모토(旗本)에서 시작해 차츰차츰 제후가 된 경우에는 후다이 다이묘로서 대우되었다.

## 주요 도자마 다이묘
- 마에다가(前田家) (카가번)
- 시마즈가(島津家) (사츠마번)
- 다테가(伊達家) (센다이번, 우와지마번)
- 모리가(毛利家) (쵸슈번)
- 야마우치가(山内家) (토사번)
- 토도가(藤堂家) (츠번, 이마바리번)
- 아사노가(浅野家) (히로시마번, 아코번)
- 우에스기가(上杉家) (요네자와번)
- 사타케가(佐竹家) (아키타번)
- 호소카와가(細川家) (히고번, 나카츠번, 코쿠라번)
- 이케다가(池田家) (오카야마번, 톳토리번, 히메지번)
- 나베시마가(鍋島家) (사가번)
- 쿠로다가(黒田家) (후쿠오카번, 아키즈키번, 노오가타번)
- 모리씨(森家) (츠야마번, 아코번, 니시에바라번, 미카즈키번)
- 츠가루가(津軽家) (히로사키번, 쿠로이시번)
- 마츠마에가(松前家) (마츠마에번)
- 하치스카가(蜂須賀家) (토쿠시마번)
- 세키가(関家) (니이미번)
- 센고쿠가(仙石家) (이즈시번, 우에다번)
- 코이데가(小出家) (키시와다번, 소노베번, 이즈시번)
- 쿄고쿠가(京極家) (토요오카번, 마루가메번, 타츠노번, 타도츠번)
- 후쿠시마가(福島家) (히로시마번, 타카이노번)
- 카토가(加藤家) (히고번, 이요 오오즈번, 미나쿠치번)
- 이토가(伊東家) (오비번, 오카다번)
- 아리마가(有馬家) (쿠루메번)
- 난부가(南部家) (모리오카번)
- 카메이가(亀井家) (츠와노번)
- 스기하라가(杉原家) (토요오카번)
- 사나다가(真田家) (우에다번)
- 마츠라씨(松浦家) (히라도번)
- 오오무라가(村家) (오오무라번)
- 소가(宗家) (츠시마번)
- 사가라가(相良家) (히토요시번)
- 소마가(相馬家) (소마 나카무라번)
- 호죠가(北条家) (사야마번, 이와토미번)
- 오다가 (카이바라번, 텐도번)

## 같이 보기
- 신판 다이묘
- 후다이 다이묘